# Murgoi bălțat
Murgoiul bălțat (Pseudorasbora parva) este un pește dulcicol, bentopelagic, cu o lungime de 6–8 cm  (maximal 12 cm, în Amur 20 cm), din familia ciprinidelor, originar din apele stătătoare (bălți și heleșteie) sau lin curgătoare (râuri) din Asia estică: de la bazin fluviului Amur în Siberia până la bazinul râului Perlelor (Zhujiang), în sud-estul Chinei, și Japonia. A fost introdus involuntar în Europa (inclusiv în România și Republica Moldova) și alte părți ale Asiei o dată cu alevinii de pești fitofagi aduși din China. Poate trăi 5 ani.
Are corpul alungit și gros, aproximativ cilindric, slab comprimat lateral, și acoperit cu solzi mari. Capul este comprimat lateral și are o gură mică semilunară, superioară, dispusă oblic în sus, lipsită de mustăți. Linia laterală este dreaptă și situată la mijlocul flancurilor. Înotătoarele dorsală și anală sunt scurte, cu marginile convexe, lipsite de radii țepoase. Înotătoarea caudală adânc bifurcată cu lobi egali, rotunjiți. Coloritul corpului cenușiu sau sur-galben pe spate, laturile argintii cu câte o dungă neagră semilunară pe fiecare solz, iar abdomenul alb. Pe laturile puietului se întinde o dungă subțire cenușiu-argintie, care la adulți dispare. Înotătoarele ventrale, pectorale și anală sunt de culoare galben deschis. Pe înotătoarele dorsală și anală există uneori pete întunecate mici.
Se hrănește pe fundul apelor. Hrana include mai ales diverse specii de larve de insecte și insecte acvatice sau care cad în apă (plecoptere, trihoptere, chironomide), anelide, moluște, crustacee, cladocere, amfipode și izopode, dar și cu spongieri de apă dulce, briozoare, zooplancton, detritus și resturi vegetale. Mai rar se hrănește și cu icrele și puietul altor pești. Puietul se hrănesc cu zooplancton.
Murgoiul bălțat atinge maturitatea sexuală în al doilea an de viață, la o lungime de 4,5–5,5 cm. Masculii sunt mai mari decât femelele. Depunerea icrelor are loc de la sfârșitul primăverii până la începutul lunii august. Icrele sunt depuse într-un strat subțire pe diverse obiecte acvatice - pietre, crengi, cochilii goale de moluște, etc. O femelă depune până la 5000 icre, în medie 1400. Masculul păzește icrele, alungând alți pești. Nu prezintă importanță economică.